# Cristo Carregando a Cruz (El Greco, Madrid)
Cristo Carregando a Cruz é uma pintura de 1597-1600 de El Greco, do final de sua vida que permaneceu em Toledo. Está agora no Museu do Prado, em Madrid.

## Temática
Jesus carregando a cruz a caminho da sua crucificação é um episódio da vida de Jesus relatado nos quatro evangelhos canônicos e um tema muito comum na arte cristã, especialmente nas catorze estações da cruz, conjuntos que atualmente se encontram em praticamente todas as igrejas católicas. Porém, o tema aparece também em outros contextos, incluindo obras singulares e ciclos da Vida de Cristo ou da Paixão de Cristo. Outros nomes são Procissão ao Calvário e Caminho do Calvário, sendo que Calvário ou Gólgota se referem ao local da crucificação, fora de Jerusalém. A verdadeira rota seguida é comumente chamada de Via Dolorosa em Jerusalém, embora o caminho específico tenha variado ao longo dos séculos e continue sendo tema de debates.